# Mireia Borrás
Mireia Borrás Pabón (Madrid, 14 de octubre de 1986) es una política, economista y consultora española, diputada de Vox al Congreso de los Diputados entre 2019 y 2023. Actualmente es diputada de Vox en el Parlamento Europeo.
Es licenciada en Económicas y Periodismo, y Máster en Finanzas por la Universidad Carlos III de Madrid, y un máster en Dirección y Gestión de Empresas de Moda, gracias a una beca en 2015 del Centro Superior de Diseño madrileño. Ha sido también consultora en dos de las cuatro Big Four, primero en KPMG España y posteriormente en Ernst & Young (EY) en Londres, colaborando también como consultora freelance en proyectos de impacto social, y ha fundado dos empresas relacionadas con tecnología y sostenibilidad. Mireia Borrás es también accionista de la empresa GoiPlug de la que posee el 51 % de las acciones del grupo, una empresa dedicada a la fabricación de baterías portátiles ecológicas.
En 2020 participó en el reality show La isla, emitido en La Sexta.